# Bale (cheval)
Pour les articles homonymes, voir Bale.
Le Bale (amharique : የባህር ፈረስ / yebahiri feresi) est une race de chevaux originaire de l'Est de l'Éthiopie, utilisée pour la traction et le transport au bât. La morphologie est réputée peu avantageuse, avec un dos creux et un ventre pansu. La caractérisation de cette race, très récente, ne remonte qu'à 2012.

## Histoire
Peu connus, les chevaux d'Éthiopie ont longtemps tous été dénommés des « Abyssiniens » dans les sources écrites, sans distinction. Une étude de caractérisation portant sur 45 étalons et 55 juments d'une race distincte, propre à la zone de Bale, est menée par un groupe de chercheurs, puis publiée en 2012 par l'université de Cambridge.
Il n'existe pas de stud-book pour cette race.

## Description
Les mesures de référence enregistrées dans la base de données DAD-IS sont de 1,255 m en moyenne chez les femelles et 1,292 m chez les mâles.
Ces chevaux sont décrits comme typiques des poneys de l'Éthiopie. La conformation est jugée « défectueuse », avec un ventre pansu, un dos court et creux, et un corps grossier. La poitrine et l'épaule sont profonds, l'encolure et la queue sont longues. Par comparaison avec les autres races de chevaux éthiopiennes, le Bale a la poitrine et l'épaule plus profondes, l'encolure la plus longue, et la longueur de dos la plus courte.
Parmi les autres races de chevaux éthiopiennes, le Bale est proche du Horro, et très éloigné de l'Abyssinien et du Selale. Il entre dans le même groupe que le Horro et le Kafa.

## Utilisations

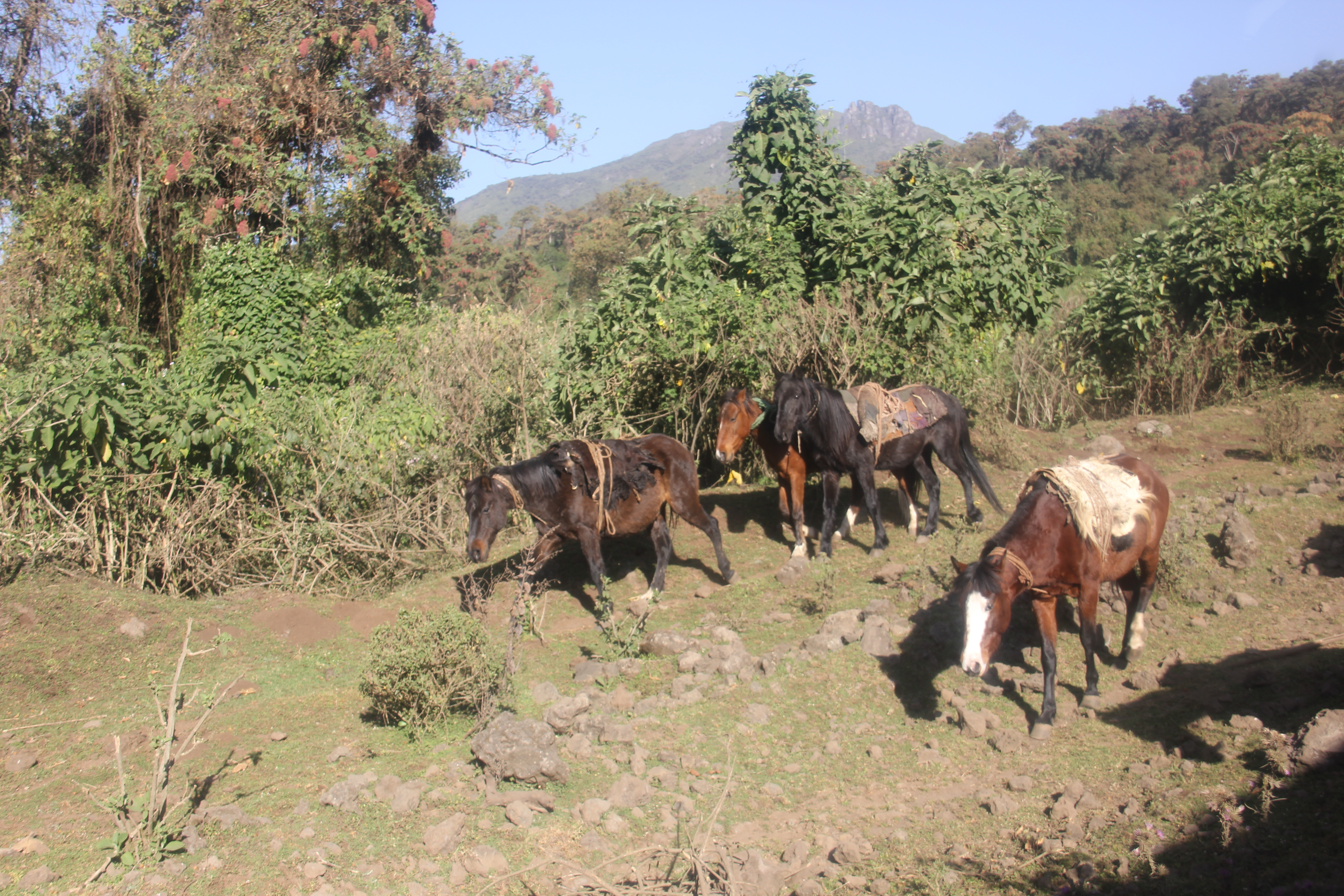
Chevaux de bât dans la forêt de Harenna.

Ces chevaux sont employés pour la traction et le transport, en particulier au bât.

## Diffusion de l'élevage

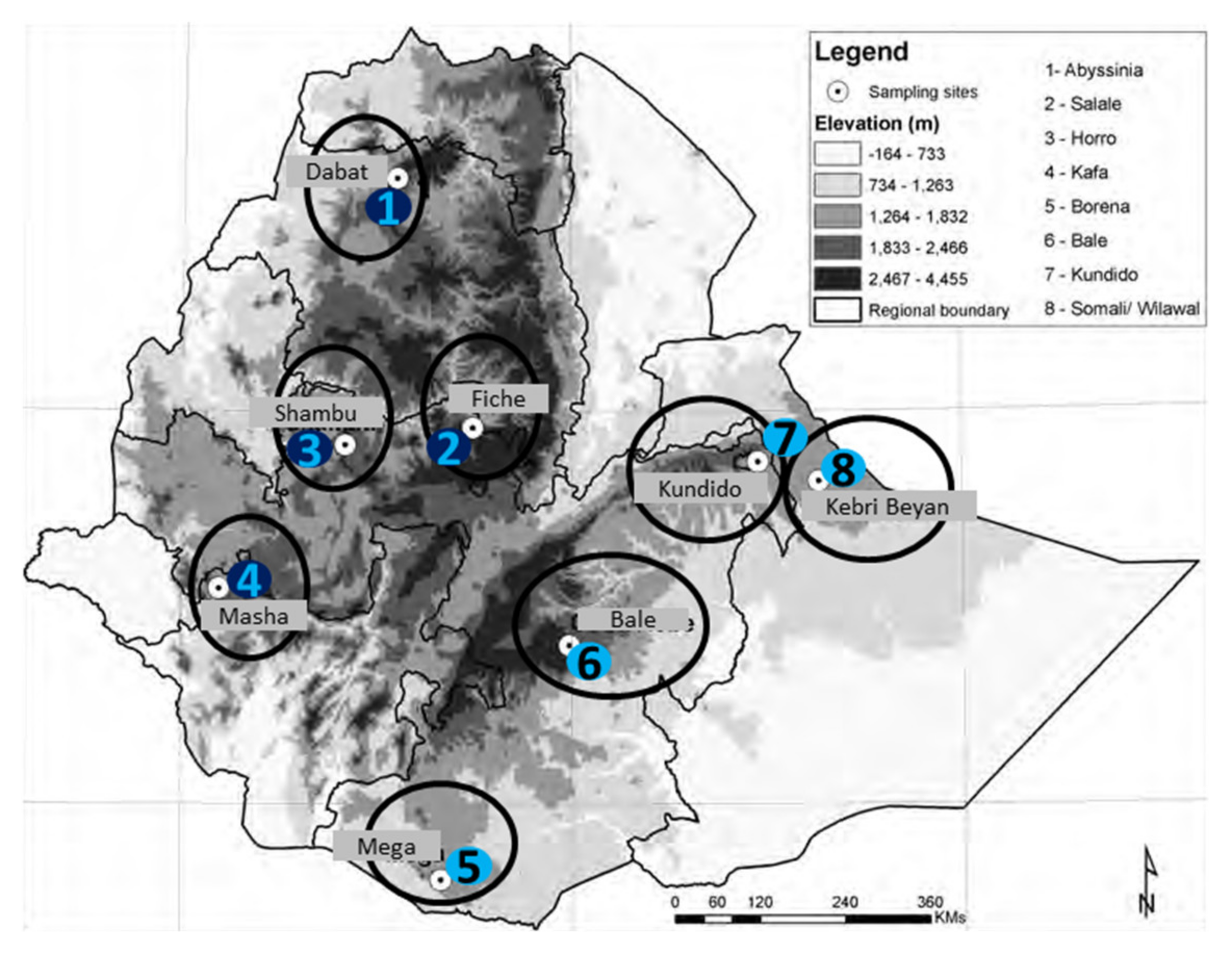
Répartition des races de chevaux d'Éthiopie. Le Bale est ici représenté par le numéro 6.

Propres à l'Éthiopie, ces chevaux se trouvent à l'est de la vallée du Grand Rift, dans les montagnes de la zone de Bale, dans la région d'Oromia,. Il n'existe pas de recensement des effectifs. Cependant, les chevaux sont réputés très nombreux (2016) dans cette région.